# Berry Massif
Berry Massif är en bergskedja i Antarktis. Den ligger i Västantarktis. Argentina, Chile och Storbritannien gör anspråk på området.